# Rosario Salazar
Rosario Inez Consuela Yolanda Salazar (também conhecida como "Rosie" e "Ro-Ro") é uma personagem da sitcom Will & Grace. Ela é interpretada pela atriz Shelley Morrison.
Nativa de El Salvador, Rosario era professora e quase se formou em psicologia, e em algum ponto de sua história foi estudante de administração (quando mudou-se para o Bronx, Nova Iorque). Enquanto morava lá, atuou ao lado da então desconhecida Jennifer Lopez no musical Tea For Two. Um dos irmãos de Rosario é prisioneiro político em El Salvador. Em 1985, conheceu Karen Walker numa boate e foi trabalhar para ela como empregada, quando se inicia a série.

## Renascimento da série
No renascimento da série em 2017, Rosario é uma personagem invisível, referida, mas nunca aparecendo; Morrison se recusou a reprisar seu papel, depois de se aposentar da atuação. No episódio "Quinceañera de Rosario", a personagem morre de um ataque cardíaco.